# Prut
El riu Prut (ucraïnès: Прут, Prut; romanès: Prut; noms en l'antiguitat, en grec antic: Pyretos, Porata, Piuret), amb una llargada de 953 km, neix als Carpats, a la serralada dels Txornohora d'Ucraïna, prop de la seva muntanya més alta, Hoverla o Horà (Muntanya, Mont) Hoverla (entre els óblasts d'Ivano-Frankivsk i Transcarpàcia), des d'on flueix cap a l'est, i des d'ací fa la majoria del recorregut següent cap al sud-est. Mor al Danubi prop de Reni, a l'est de la ciutat de Galaţi (pronunciat Galats), a Romania, a la regió històrica de Moldàvia i prop de la frontera amb la República de Moldàvia i amb Ucraïna. Passa per les províncies ucraïneses d'Ivano-Frankivsk i Txernivtsí. En aquest últim óblast, marca una part de la frontera entre Ucraïna i Romania. Després, dibuixa la frontera entre Romania i la República de Moldàvia. Durant el període interbèl·lic, es podia navegar pel riu fins a Ungheni, a la República de Moldàvia. Durant el període comunista, però, la navegació pel riu s'abandonà gradualment.
Els afluents principals pel costat dret són el riu Txerèmoix (en ucraïnès:Чере́мош, transcrit: Txerèmoix; en romanès: Râul Ceremuş, Ceremuşul, pronunciats: Txerèmuix, Txerèmuixul), dins d'Ucraïna, i el riu Jíjia (en ucraïnès: Жи́жія, transcrit: Jíjia; en romanès: Jijia), compartit entre Ucraïna i Romania. Per la riba esquerra, els afluents principals són el Txorniava (ucraïnès: Чорнява, dins d'Ucraïna, 63 km), el Racovăţ (pronunciat Ratsovats, dins la Republica de Moldàvia, 67 km) i el Ciugur (pronunciat: Txiugur, dins la República de Moldàvia). Altres afluents del Prut, entre molts, són el Bahlui i el Başeu (pronunciat Baxeu o Baixeu), aquests dos dins de Romania. El Prut acull instal·lacions hidroenergètiques (a Stânca-Costeşti), construïdes conjuntament amb la Unió Soviètica (actualment la República de Moldàvia).

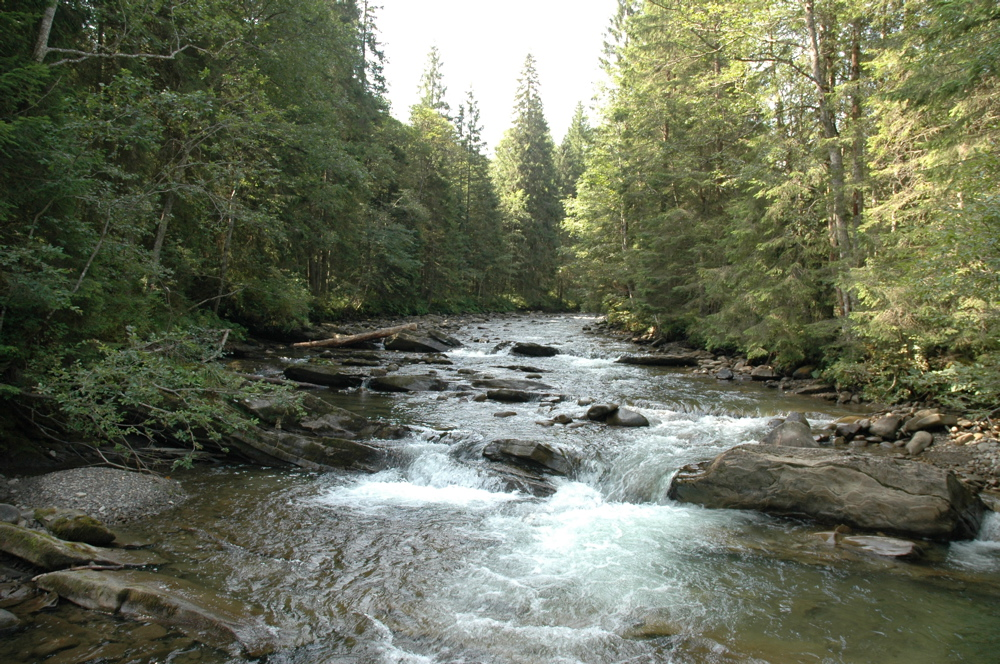
El riu Prut prop del Mont Hoverla (Ucraïna)

La ciutat més gran del seu curs és Txernivtsí, a Ucraïna, on se li afegeix l'afluent Txerèmoix. Altres ciutats prop del seu curs són: Deliàtyn, Iarémtxe, Kolomýia, Sniàtyn i Novossélytsia a Ucraïna, Săveni, Iaşi i Huşi, a Romania, i Ungheni i Cahul, a la República de Moldàvia.
Al territori ucraïnès, el riu té una llargada de 272 km. Al territori romanès, té una llargada de 742 km, una àrea hidrogràfica de 10990 km² i un volum mitjà anual de 110 m³/s (abans de la seva desembocadura al Danubi). Al territori Moldau té una llargada de 681,3 km. En una part d'uns 39,4 km, el riu marca la frontera romanesoucraïnesa, i en un altre sector de 681,3 km (73,9 km inclosos al Llac Costeşti-Stânca) marca la frontera entre Romania i la República de Moldàvia.